# Cyperus turbatus
Cyperus turbatus là loài thực vật có hoa trong họ Cói. Loài này được Baijnath mô tả khoa học đầu tiên năm 1976.